# جیمز مک‌آتی
جیمز جان مک آتی (انگلیسی: James McAtee؛ زادهٔ ۱۸ اکتبر ۲۰۰۲) بازیکن فوتبال اهل انگلستان است که برای باشگاه منچسترسیتی در لیگ برتر فوتبال انگلستان بازی می‌کند.
وی همچنین در تیم‌های ملی فوتبال زیر ۱۸ سال انگلستان و زیر ۲۰ سال انگلستان بازی کرده‌است.

## تیم ملی
در نوامبر ۲۰۱۹، مک‌آتی اولین بازی بین‌المللی خود را برای زیر ۱۸ سال انگلیس انجام داد و در تساوی ۴–۴ مقابل تیم ملی فوتبال زیر ۱۸ سال نروژ دو گل به ثمر رساند.
در ۶ سپتامبر ۲۰۲۱، او یکی از گل‌های زیر ۲۰ سال انگلیس را در پیروزی ۶–۱ مقابل رومانی به ثمر رساند.